# Sexed Up
Sexed Up è una canzone di Robbie Williams, pubblicata come quarto ed ultimo singolo del quinto album Escapology negli ultimi mesi del 2003. Il brano era stato originariamente distribuito nel 1998 come lato B del singolo No Regrets.

## Video musicale
Il video del brano è stato diretto dal regista svedese Jonas Åkerlund e vede come protagonista l'attrice e modella Jaime King.

## Tracce
UK CD
1. "Sexed Up" [Radio Edit] - 4:10
2. "Get A Little High" - 3:56
3. "Appliance of Silence" - 4:52
4. "Live At Knebworth" Trailer & Photo Gallery

UK DVD
1. "Sexed Up" Music Video
2. "Live At Knebworth" Trailer & Photo Gallery
3. "Appliance of Silence" Audio
4. "Big Beef" Audio

European 2-Track CD Single
1. "Sexed Up" [Radio Edit] - 4:10
2. "Get A Little High" - 3:56

Australian CD
1. "Sexed Up" [Radio Edit] - 4:10
2. "Get A Little High" - 3:56
3. "Appliance of Silence" - 4:52
4. "Rock DJ" [Live at Knebworth] - 7:00
5. "Live At Knebworth" Trailer & Photo Gallery

## Classifiche
| Classifica (2003) | Posizione massima |
| ----------------- | ----------------- |
| Australia         | 17                |
| Austria           | 45                |
| Belgio (Fiandre)  | 54                |
| Belgio (Vallonia) | 62                |
| Danimarca         | 9                 |
| Germania          | 53                |
| Irlanda           | 18                |
| Italia            | 8                 |
| Nuova Zelanda     | 25                |
| Paesi Bassi       | 33                |
| Regno Unito       | 10                |
| Svizzera          | 59                |